# Belemnia obscura
Belemnia obscura är en fjärilsart som beskrevs av Druce 1899. Belemnia obscura ingår i släktet Belemnia och familjen björnspinnare. Inga underarter finns listade i Catalogue of Life.